# Netelia californica
Netelia californica là một loài tò vò trong họ Ichneumonidae.